# Drepanolejeunea cyclops
Drepanolejeunea cyclops là một loài Rêu trong họ Lejeuneaceae. Loài này được (Sande Lac.) Grolle & R.L. Zhu mô tả khoa học đầu tiên năm 2000.